# ناغية فلورية
ناغية فلورية (الاسم العلمي:Nageia fleuryi) هي نوع من النباتات تتبع جنس الناغية من الفصيلة المعلاقية.